# Precis serena
Precis serena är en fjärilsart som beskrevs av Gustav Weymer 1892. Precis serena ingår i släktet Precis och familjen praktfjärilar. Inga underarter finns listade i Catalogue of Life.